# Siona (bướm đêm)
Siona là một chi bướm đêm thuộc họ Geometridae.

## Các loài
Bao gồm các loài:
- Siona dealbata
- Siona fasciata
- Siona galactica
- Siona lineata – Scopoli, 1763
- Siona obsoleta
- Siona oenotriensis
- Siona panfasciata